# Ladislau Șimon
Ladislau Șimon (ur. 25 września 1951 w Târgu Mureș, zm. 12 maja 2005) – rumuński zapaśnik. Brązowy medalista olimpijski z Montrealu.
Walczył w stylu wolnym. Zawody w 1976 były jego jedynymi igrzyskami olimpijskimi. Po brązowy medal sięgnął w najwyższej wadze, powyżej 100 kilogramów. Na mistrzostwach świata w 1974 zdobył złoty medal, w 1973 był trzeci. Zdobył złoto mistrzostw Europy w 1976, srebro w 1974 i brąz w 1975. Wicemistrz uniwersjady w 1973 i trzeci w 1977 roku.